# Canóvanas
Canóvanas é um município de Porto Rico, localizado na região nordeste, ao norte de Las Piedras e Juncos; sul de Loíza; leste de Carolina e oeste do Río Grande. Canóvanas está espalhada por sete alas e Pueblo Canóvanas (O centro da cidade e do centro administrativo da cidade). É parte da Área Metropolitana de San Juan - Caguas - Guaynabo.